# Portola
|  | Per a altres significats, vegeu «portolà». |

Portola és una població dels Estats Units a l'estat de Califòrnia. Segons el cens del 2000 tenia 2.227 habitants.

## Demografia
Segons el cens del 2000, Portola tenia 2.227 habitants, 899 habitatges, i 595 famílies. La densitat de població era de 383,9 habitants/km².
Dels 899 habitatges en un 36,7% hi vivien nens de menys de 18 anys, en un 48,2% hi vivien parelles casades, en un 11,7% dones solteres, i en un 33,8% no eren unitats familiars. En el 29% dels habitatges hi vivien persones soles el 12,6% de les quals corresponia a persones de 65 anys o més que vivien soles. El nombre mitjà de persones vivint en cada habitatge era de 2,45 i el nombre mitjà de persones que vivien en cada família era de 3,02.
Per edats la població es repartia de la següent manera: un 29,5% tenia menys de 18 anys, un 7,3% entre 18 i 24, un 26% entre 25 i 44, un 23,8% de 45 a 60 i un 13,5% 65 anys o més.
L'edat mediana era de 37 anys. Per cada 100 dones de 18 o més anys hi havia 92,1 homes.
La renda mediana per habitatge era de 28.103 $ i la renda mediana per família de 35.156 $. Els homes tenien una renda mediana de 32.159 $ mentre que les dones 21.157 $. La renda per capita de la població era de 14.734 $. Entorn del 14,5% de les famílies i el 20,3% de la població estaven per davall del llindar de pobresa.

## Poblacions més properes
El següent diagrama mostra les poblacions més properes.